# Kőfali pintyő
A kőfali pintyő (zsidószakáll, Cymbalaria muralis) az ajakosvirágúak (Lamiales) rendjébe tartozó útifűfélék (Plantaginaceae) családjában az Antirrhineae nemzetségcsoport pintyő nemzetségének Magyarországon legismertebb faja. A franciák „Róma romjának” hívják, mert a fodorka (Asplenium spp.) fajokkal együtt többnyire árnyas, öreg falak, sziklák repedéseibe telepszik.

## Származása, elterjedése
A Mediterráneumban honos. Magyarországra ámpolnanövényként hozták be, de kivadulva nemcsak a kőfalakon, járdák repedéseiben stb. telepszik meg, hanem a sziklákon is, ezért adventív fajnak számít.

## Megjelenése, felépítése
Általános megjelenése és leveleinek alakja is a borostyánéra emlékeztet. A konkrét élőhelytől függően lecsüngő, kúszó, illetve kapaszkodó.
Virágképlete: K(5) [C(5) A(4)] G(2); virágai lilák.
Termése tok, magja a máknál is apróbb.

A növény általános megjelenése.
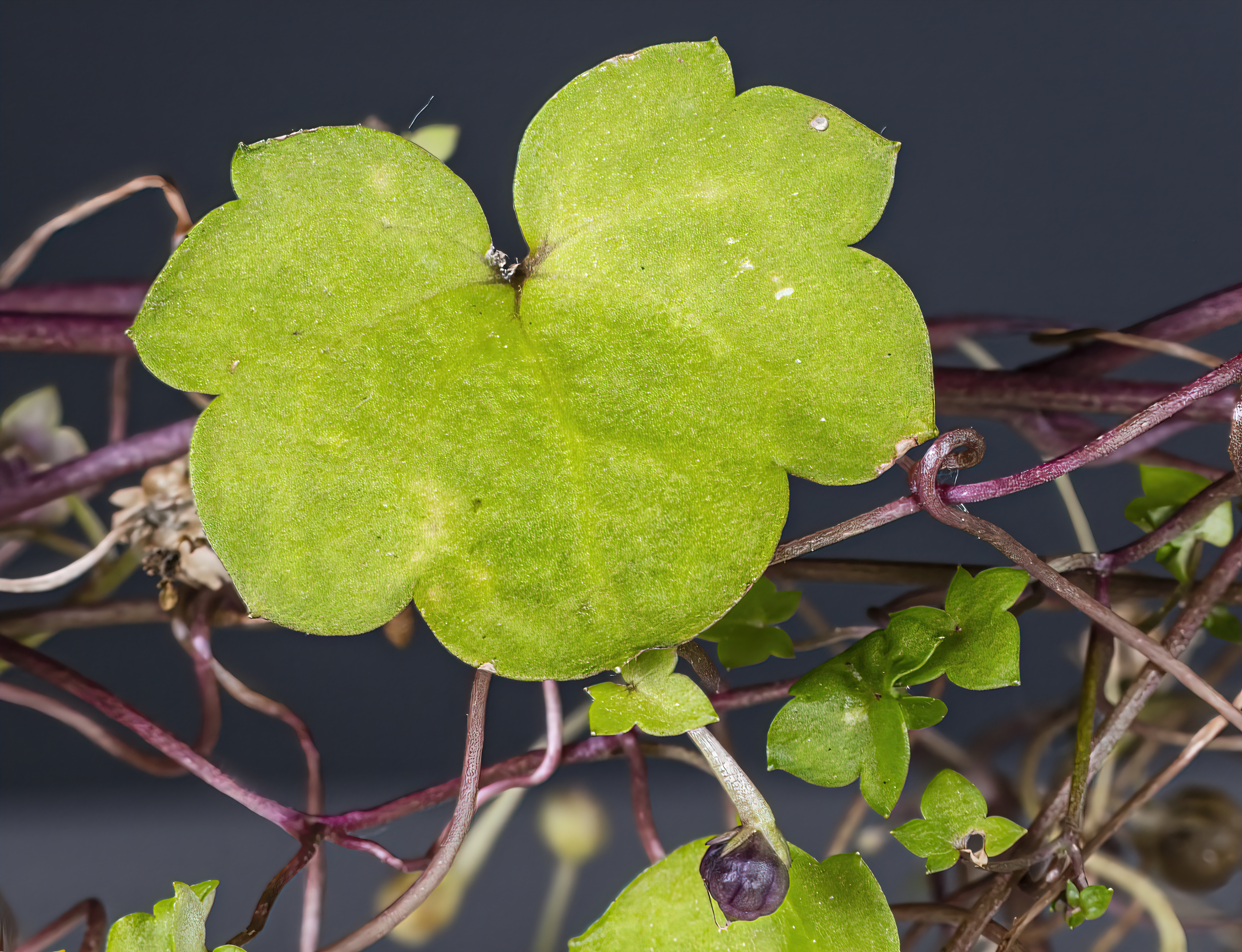
Levél.
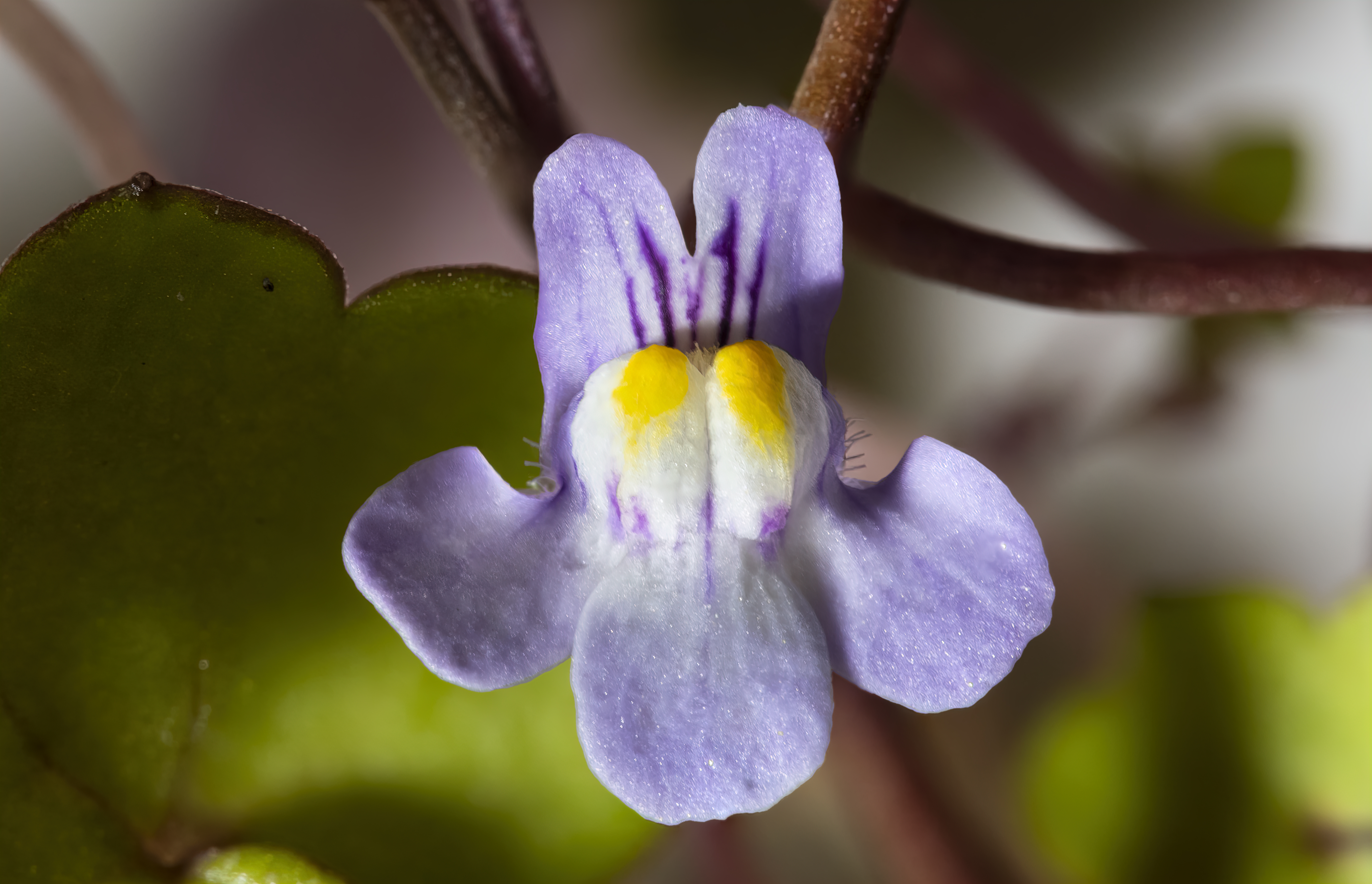
Virág
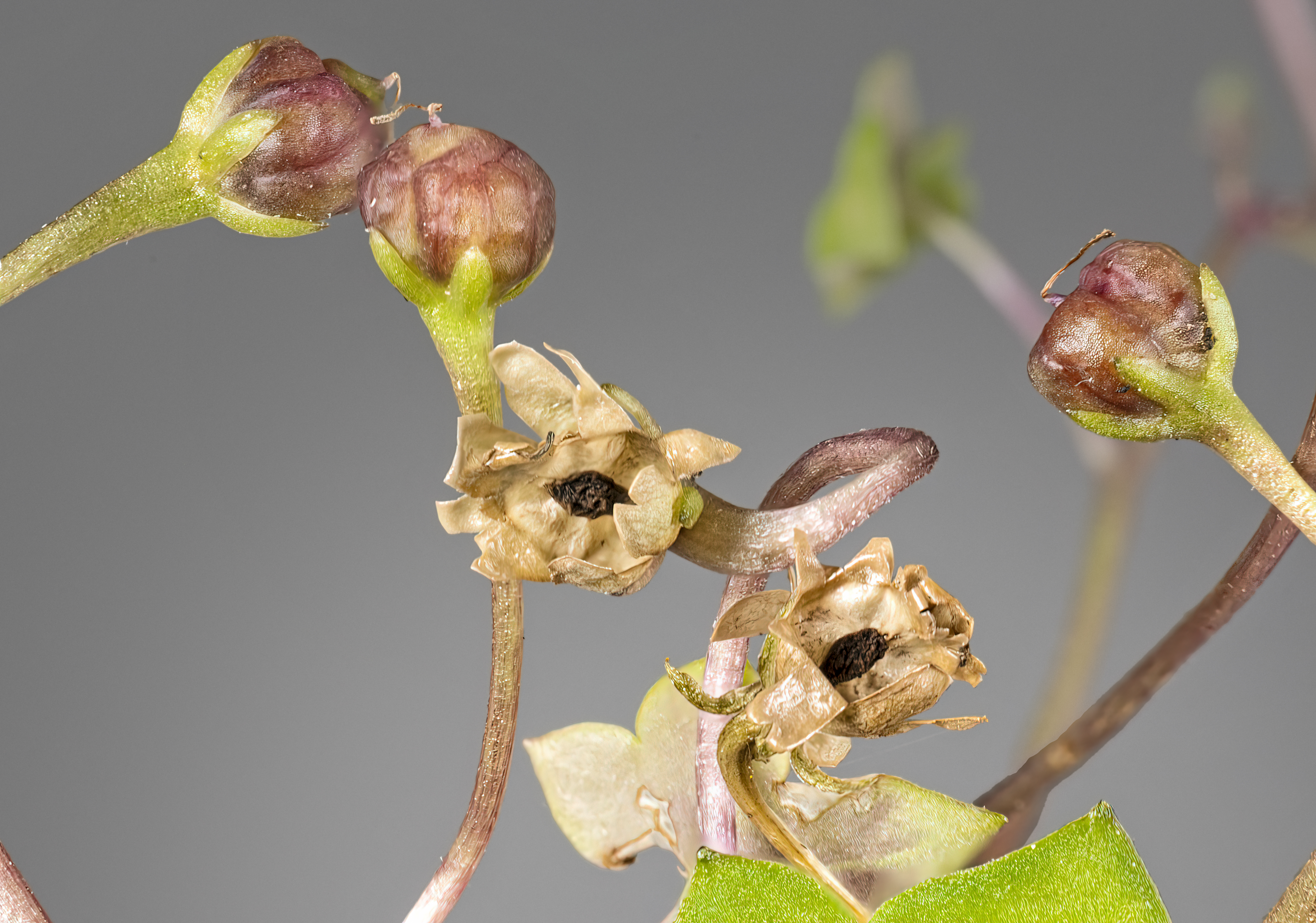
Gyümölcsök

## Életmódja, élőhelye
Miként Magyarországon, aképpen eredeti élőhelyén is főleg sziklákon és kőfalakon nő. Szárazságtűrő. Már egészen kevés talajjal is megelégszik. Jól terjed.
Szabadon június–augusztusban, de cserépben nevelve kora tavasztól a fagyok beálltáig virágzik.

## Felhasználása
Dísznövényként ámpolnákba, erkélyládákba, sziklakertekbe ültetik.